# Liste der Museen im Landkreis Aschaffenburg
Die Liste der Museen im Landkreis Aschaffenburg  gibt einen Überblick über aktuelle und ehemalige Museen im Landkreis Aschaffenburg in Bayern.

## Aktuelle Museen
| Gemeinde           | Name                            | Kurzbeschreibung | gegründet/ eröffnet | Träger                                    | Standort                    | Bild           | Link |
| ------------------ | ------------------------------- | --- | ------------------- | ----------------------------------------- | --------------------------- | -------------- | ---- |
| Alzenau            | Museum der Stadt Alzenau        | Das Stadtmuseum in dem barocken Schloss Michelbach dokumentiert die Geschichte Alzenaus, die geprägt war von Grenzlinien, regionaler Eigenständigkeit und radikalen Umbrüchen. Themenbereiche sind unter anderem die umgebenden konkurrierenden Herrschaften, der Kampf um das Freigericht im Mittelalter oderum die Situation Alzenaus im 19. Jahrhundert als bayerischer Vorposten mit wirtschaftlicher Orientierung nach Hessen. | 2006                | Stadt Alzenau                             | Schloss Michelbach          | weitere Bilder |      |
| Glattbach          | Krippenmuseum Glattbach         | Das in einem Fachwerkhaus aus der Zeit um 1735 untergebrachte Museum beherbergt eine Sammlung von etwa 1500 Krippen vom 17. bis zum 21. Jahrhundert aus über 85 Ländern von allen fünf Kontinenten, von denen etwa 450 ausgestellt sind. |                     |                                           | Hauptstraße                 |                |      |
| Großostheim        | Bachgau-Museum                  | Das Museum in einem ehemaligen dompropsteilichen Lehensgut verfügt über eine umfangreiche Sammlung zur Alltagskultur des Bachgaus der letzten 150 Jahre, aber auch zur Vor- und Frühgeschichte der Region. Im Eingangsbereich ist ein Kolonialwarenladens aus den 1930er Jahren originalgetreu rekonstruiert. | 1975                |                                           | Nöthigsgut                  | weitere Bilder |      |
| Karlstein am Main  | Heimatmuseum Dettingen          | Das Heimatmuseum im Karlsteiner Ortsteil Dettingen dokumentiert in verschiedenen Themenräumen örtliche und regionale Geschichte, darunter die Schlacht bei Dettingen 1743. Eine original möblierte Wohnung mit Küche, Wohn- und Schlafzimmer verfanschaulicht das Leben einer Bürgerfamilie um 1900, und die „Kinderwelten“ zeigen historisches Spielzeug.                                                                          | 1985                | Geschichtsverein Karlstein                | Ehemalige Volksschule       |                |      |
| Mömbris            | Strötzbacher Mühle              | Die Strötzbacher Mühle dokumentiert mit ihrer komplett erhaltene Ausstattung die Entwicklung der Mühlentechnologie über einen Zeitraum von 300 Jahrensowie die früheren bescheidenen Lebensverhältnisse einer Müllerfamilie. | 1989                |                                           | Strötzbach                  | weitere Bilder |      |
| Mömbris            | Volkskundliche Sammlung Mömbris | Die Volkskundliche Sammlung gibt mit Hausrat, landwirtschaftlichen und Handwerksgeräten sowie Zeugnissen der heimischen Zigarrenfabrik Einblick in die Ortsgeschichte des Ortsteils Gunzenbach. | 1977                |                                           | Alte Volksschule Gunzenbach | weitere Bilder |      |
| Stockstadt am Main | Heimatmuseum Stockstadt         | Das Museum gibt einen Überblick über die Entwicklung Stockstadts von der Vor- und Frühgeschichte bis zum 19. Jahrhundert. Schwerpunkte sind die Römerzeit und die Industrialisierung. |                     |                                           | Maingasse                   |                |      |
| Weibersbrunn       | Museum Weibersbrunn             | Das Museum zeigt Exponate rund um das Thema Glashütte und Glasproduktion, womit auch die Gründung des Ortes zusammenhängt, und dokumentiert das Dorfleben in alter Zeit unter anderem anhand von Alltagsgegenständen, Wohn- und Werkstatteinrichtungen. |                     | Heimat- und Geschichtsverein Weibersbrunn | Hauptstraße                 |                |      |

## Ehemalige Museen
| Gemeinde    | Name                     | Kurzbeschreibung | gegründet/ eröffnet | geschlossen/ aufgelöst | Träger | Standort          | Bild | Link |
| ----------- | ------------------------ | --- | ------------------- | ---------------------- | ------ | ----------------- | ---- | ---- |
| Waldaschaff | Heimatmuseum Waldaschaff | Das Heimatmuseum dokumentierte das Leben von Mensch und Tier auf dem Dorfe und zeigte heimatliche Objekte zu Brauchtum, Frömmigkeit, Landwirtschaft, Handwerk und Haushalt. Im Museum befanden sich auch eine Schusterwerkstatt, eine Wagnerei und eine Sattlerei. |                     | 2019                   |        | Alte Knabenschule |      |      |